# يوهانا بينيت
يوهانا بينيت (بالإنجليزية: Johanna Bennett)‏ هي مغنية بريطانية، ولدت في 30 سبتمبر 1984.